# كاتدرائية القديس ميخائيل (إيجيفسك)
كاتدرائية القديس ميخائيل هي كاتدرائية تقع في مدينة إيجيفسك، روسيا. تم بناء الكاتدرائية في الفترة من 1897 حتى 1915 وهدمها السوفيت في 1937. وأعيد بنائها مرة أخرى في الفترة من 2004 حتى 2007.